# Ali Hussein Abdallah
 (octobre 2015).
Si vous disposez d'ouvrages ou d'articles de référence ou si vous connaissez des sites web de qualité traitant du thème abordé ici, merci de compléter l'article en donnant les références utiles à sa vérifiabilité et en les liant à la section « Notes et références ».
Ali Hussein Abdallah est un homme politique libanais et chirurgien diplômé en Algérie.
Originaire de la Békaa, il y crée différents dispensaires. Membre du Mouvement Amal de Nabih Berri, il est ministre du Tourisme au sein du gouvernement de Rafiq Hariri, entre 2003 et 2004 et ministre de la Jeunesse et des Sports au gouvernement de Saad Hariri à partir de novembre 2009.